# Södra Björstorp, Tomelilla kommun
Södra Björstorp är en ort, belägen utefter riksväg 19, 1,5 kilometer sydväst om Brösarp i Brösarps socken i Tomelilla kommun. Från 2015 avgränsar SCB här en småort.